# القاهرة لإنتاج الكهرباء
شركة القاهرة لإنتاج الكهرباء هي شركة حكومية لإنتاج الكهرباء، وتابعة للشركة القابضة لكهرباء مصر.